# 鳴日號列車
鳴日號列車是臺灣鐵路公司（原臺灣鐵路管理局，略稱臺鐵或臺鐵局）的觀光列車車種之一，依塗裝分為「夕景」、「山嵐」以及「海風」列車。

## 概要
台鐵鐵路客車推出全新觀光列車，邀請設計師主導美學形象，夕景列車委由「柏成設計」設計、台灣車輛改造，2019年11月28日於台灣車輛出廠，並於2020年10月10日榮獲2020年日本好設計獎，是台灣鐵路史上首款獲得國際設計大獎的列車，未來將推出「山嵐」以及「海風」列車。

## 型式

### 夕景

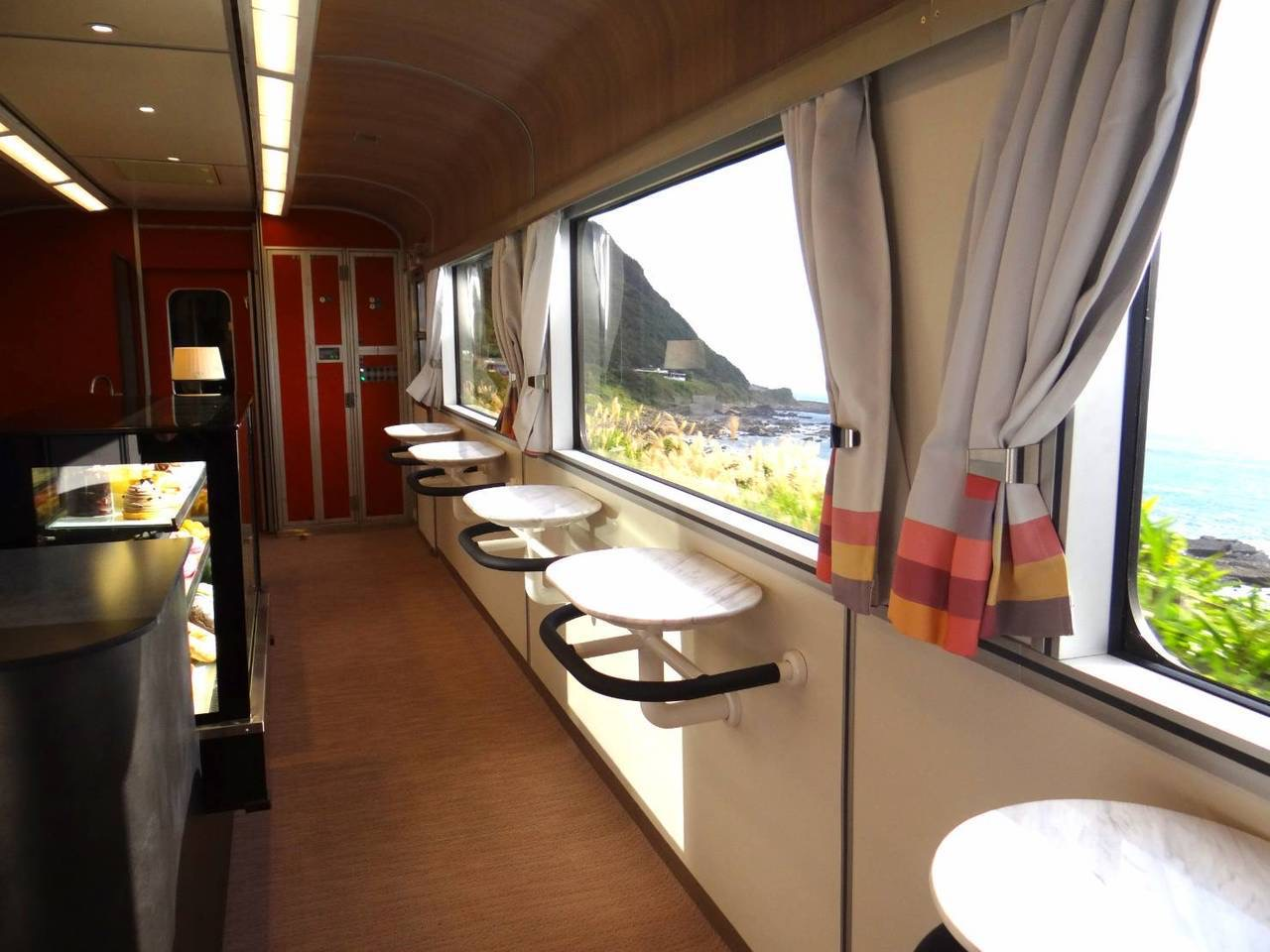
鳴日號餐車觀景窗
鳴日號餐車吧台
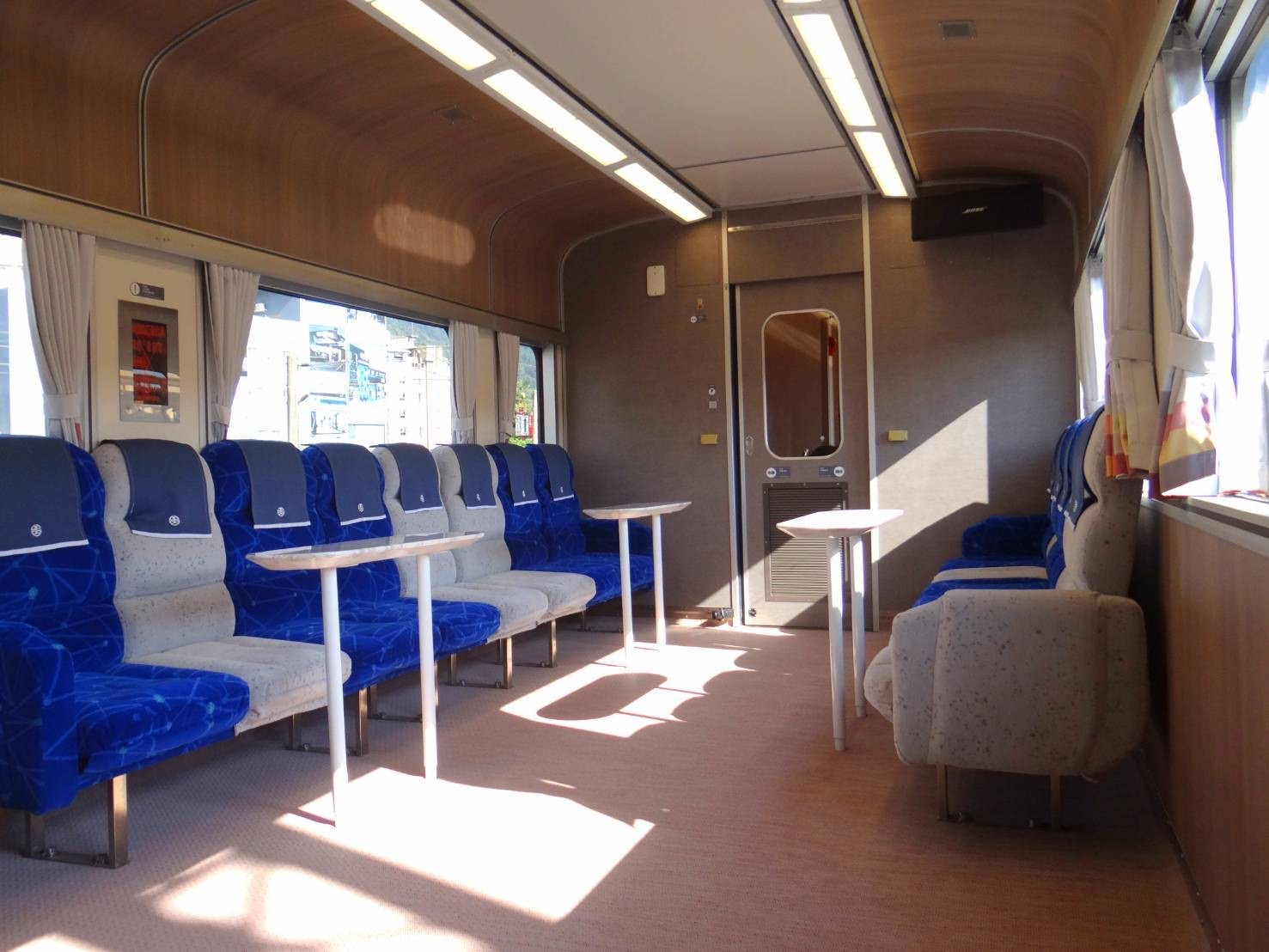
鳴日號客廳車內裝
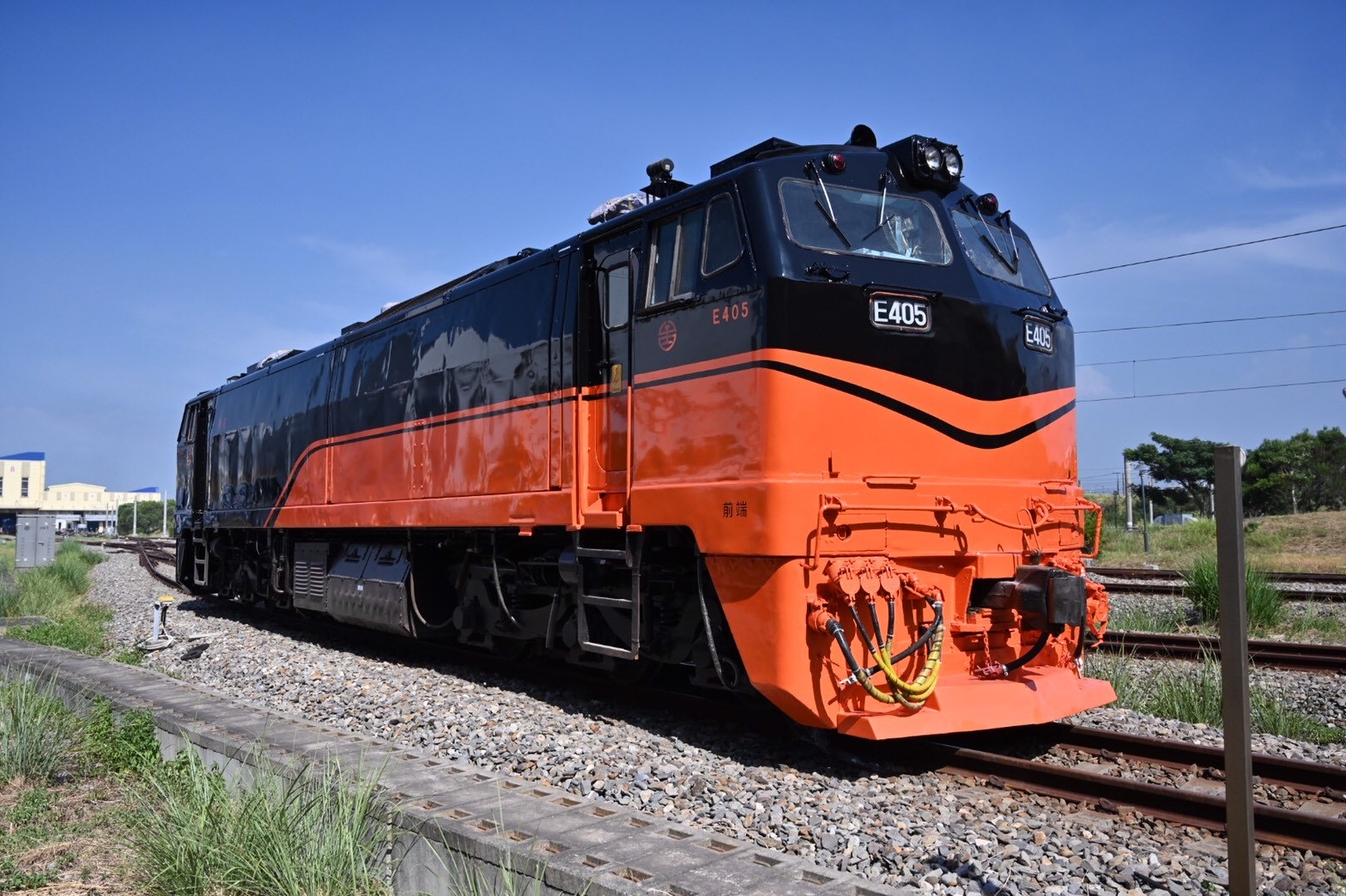
台鐵鳴日車頭（正面）
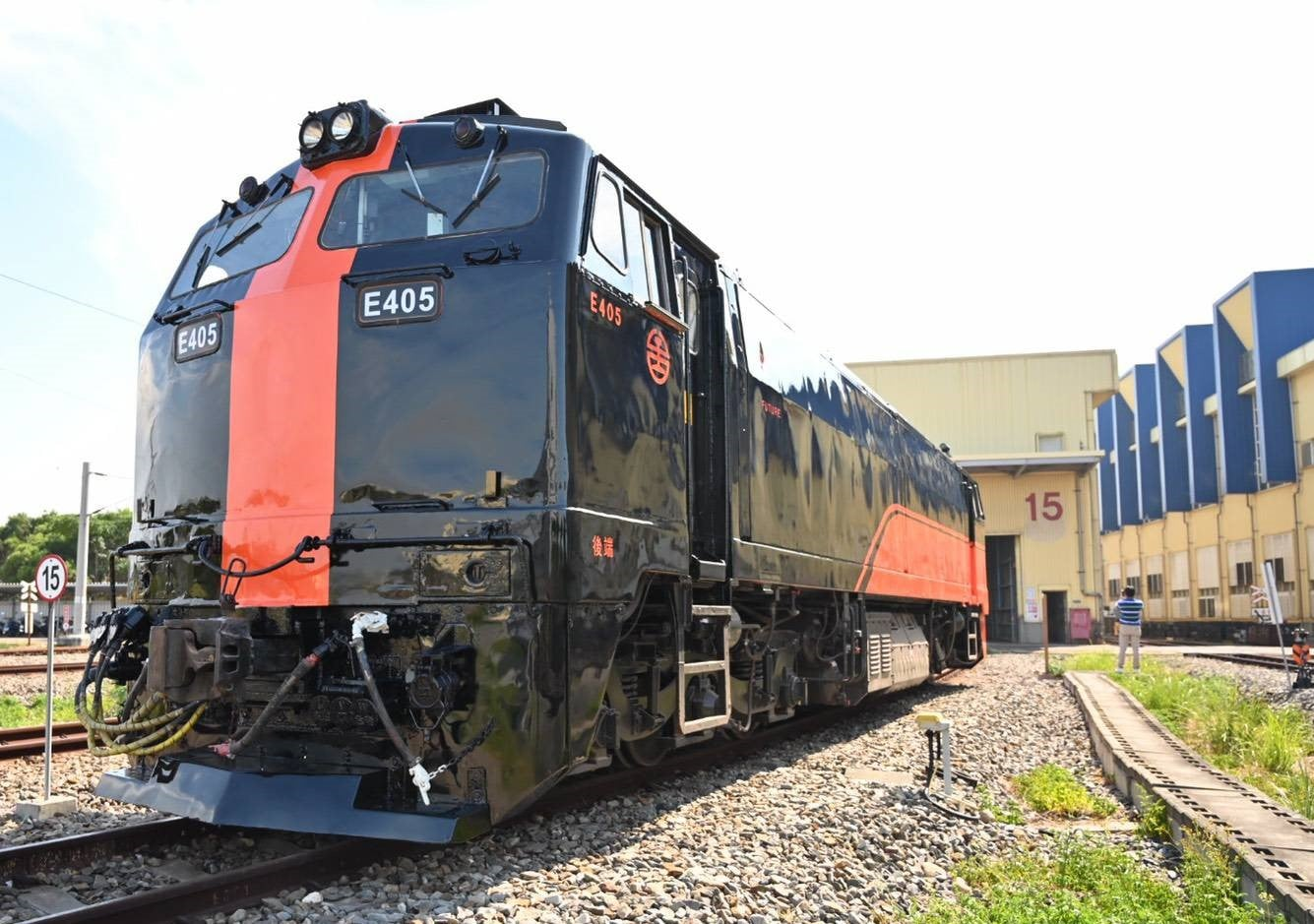
台鐵鳴日車頭（背面）
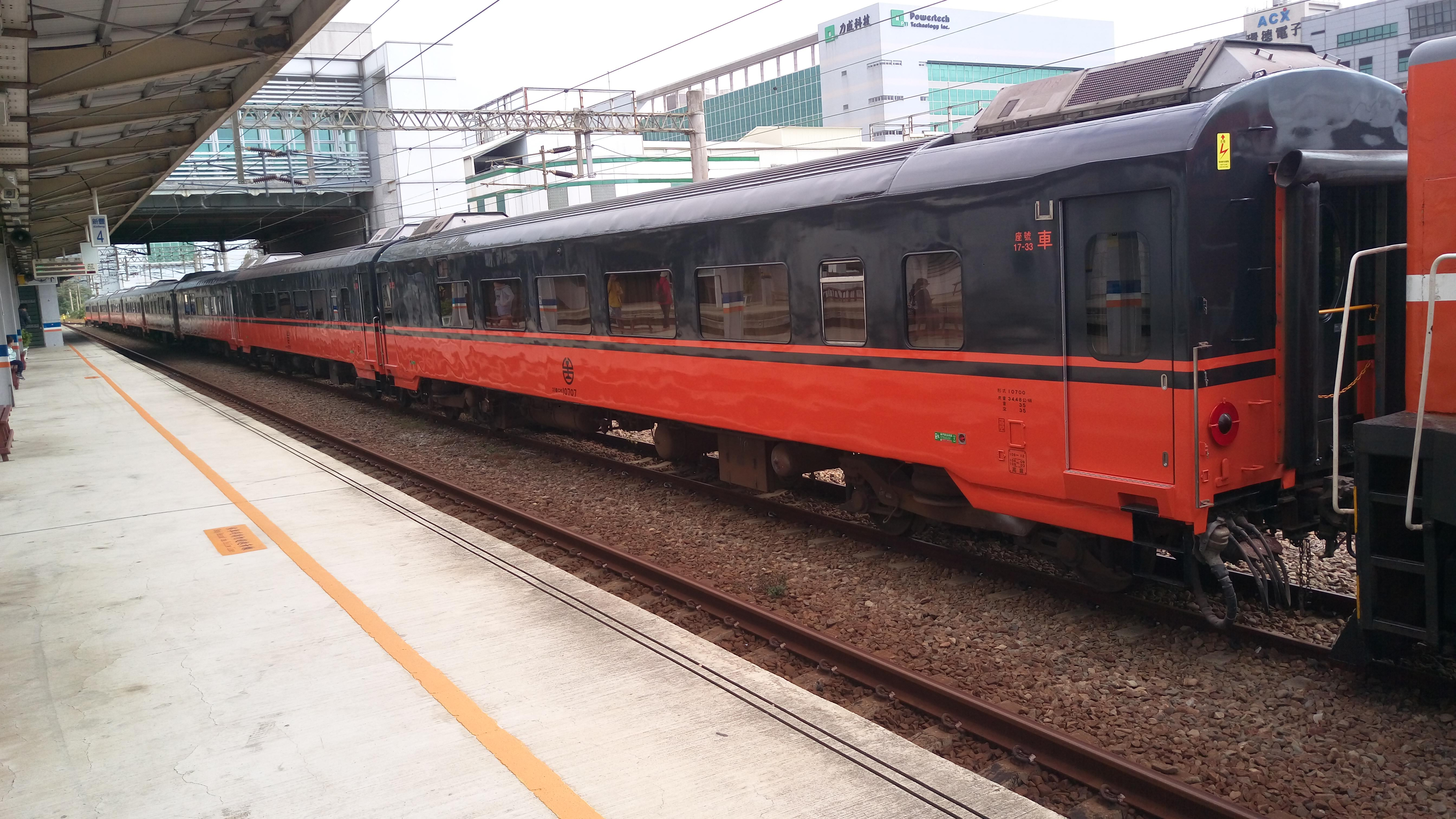
夕景車廂台灣車輛專線出廠
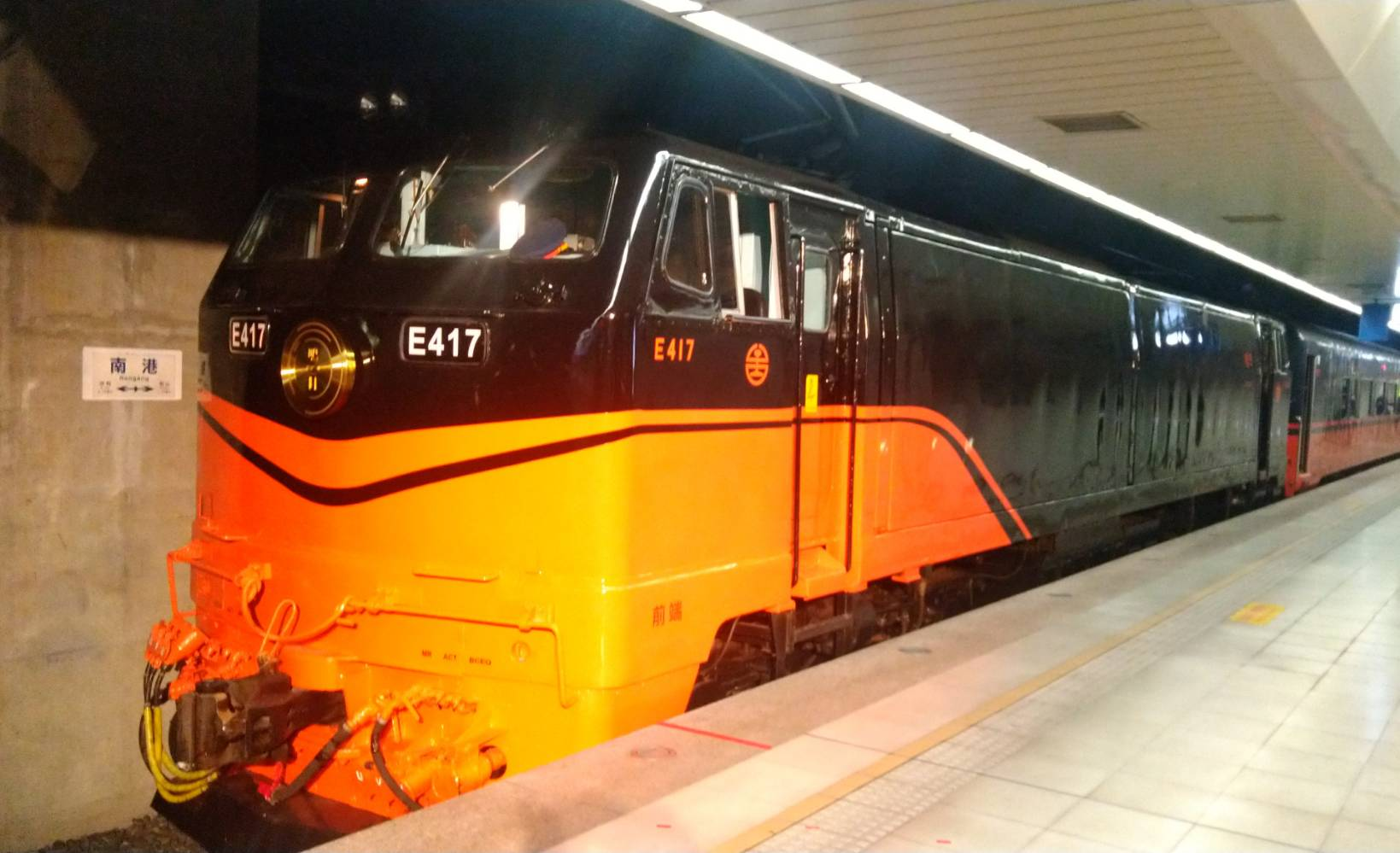
台鐵鳴日車頭及銘牌
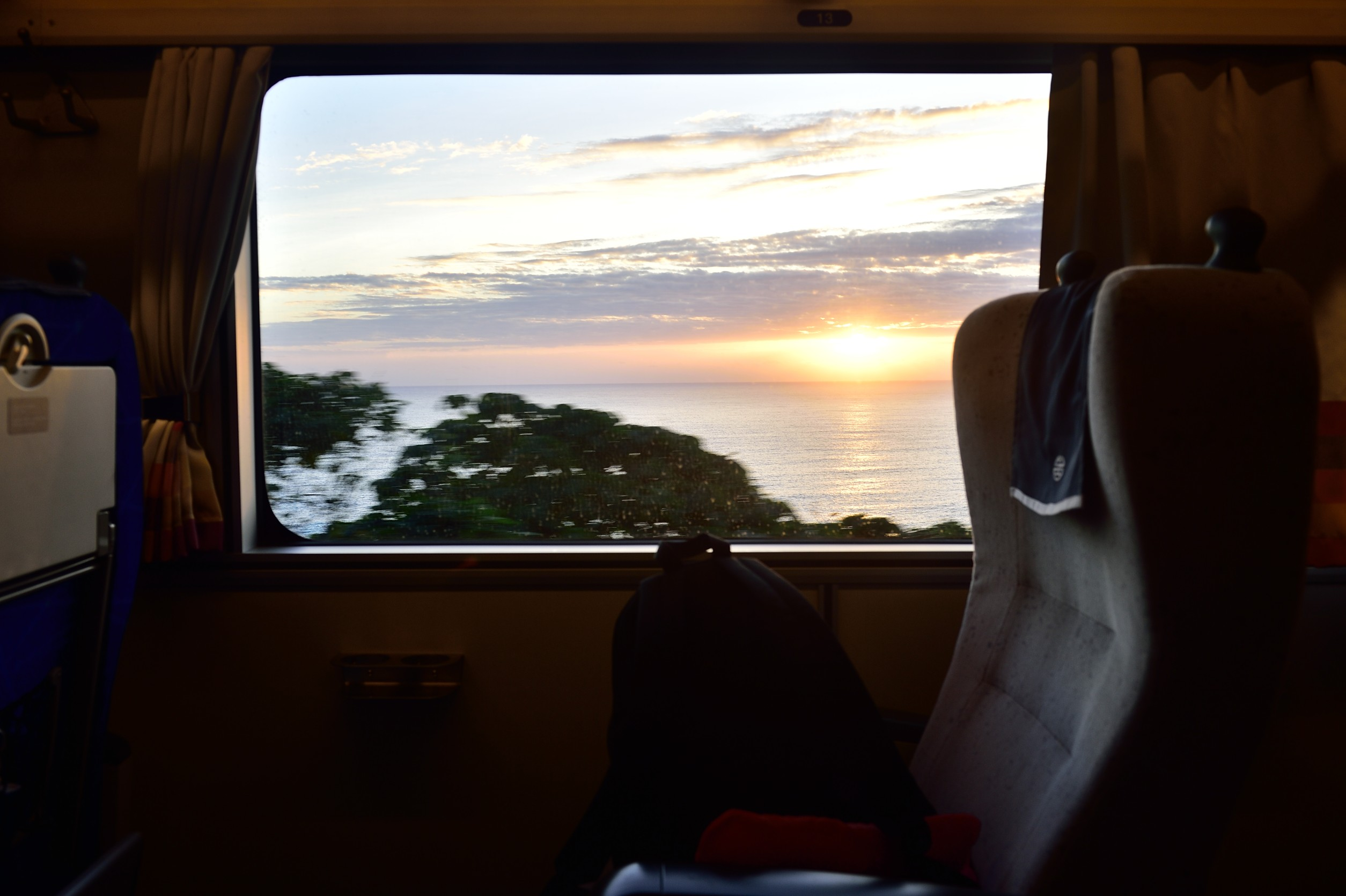
座椅及窗外夕景
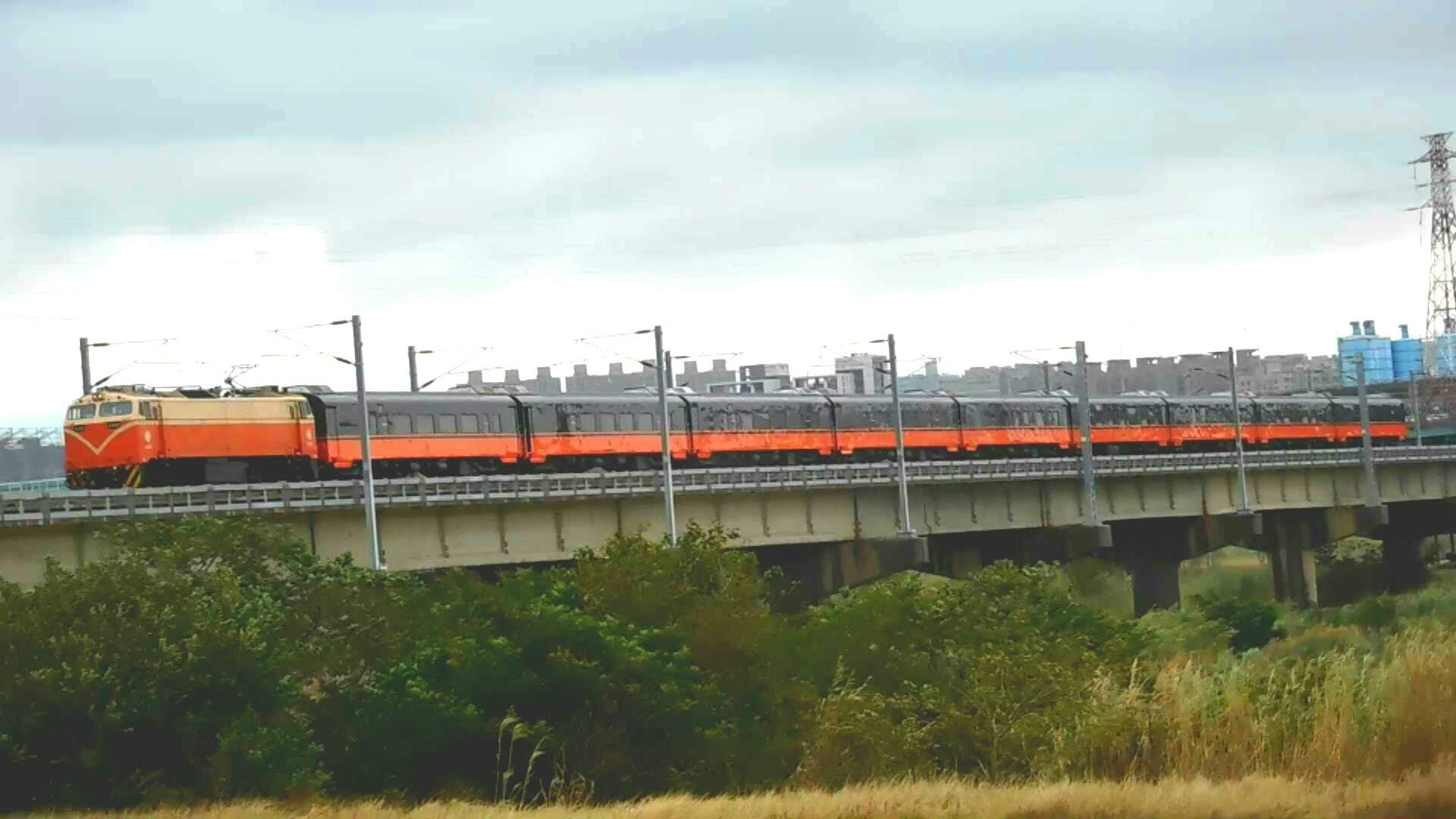
鳴日號出廠8780次回送

|            | 車頭                | 車頭       | 商務車                                       | 商務車                     | 餐車                                                            | 客廳車                  |
| ---------- | ------------------- | ---------- | -------------------------------------------- | -------------------------- | --------------------------------------------------------------- | ----------------------- |
| 型式       | E400型              | E500型     | 35BCK10600型                                 | 35BCK10700型               | 35DC10500型                                                     | 35PC10500型             |
| 改裝輛數   | 4輛                 | 2輛        | 5輛                                          | 3輛                        | 5輛                                                             | 3輛                     |
| 空車重     | 92噸                | 96噸       | 35公噸                                       | 35公噸                     | 35公噸                                                          | 35公噸                  |
| 座位       | -                   | -          | 33位                                         | 33位                       | 座位：14位 立桌：7位                                            | 27位                    |
| 最高車速   | 110 km/hr           | 130 km/hr  | 110 km/hr                                    | 110 km/hr                  | 110 km/hr                                                       | 110 km/hr               |
| 配屬機務段 | 七堵機務段          | 七堵機務段 | 七堵機務段                                   | 七堵機務段                 | 七堵機務段                                                      | 七堵機務段              |
| 車輛編號   | E405 E415 E416 E418 | E527 E528  | BCK10601 BCK10602 BCK10607 BCK10608 BCK10609 | BCK10701 BCK10705 BCK10707 | DC10501 DC10506 DC10509 DC10510 DC10511                         | PC10501 PC10502 PC10503 |
| 備註       | 專用機車            | 新專用機車 | -                                            | -                          | DC10501、10506為速簡餐車 DC10509、10510為用餐車 DC10511為備餐車 | -                       |

### 海風
|            | EMU500 ←台中/彰化（逆行）方向新竹（順行）方向→ |               |               |                |
| 車廂編號   | 1                                              | 2             | 3             | 4              |
| 集電弓     |                                                | ＜            |               |                |
| 形式       | 45EMC573 （Mc）                                | 45EP573 （T） | 45ET573 （T） | 45EM573 （Mc） |
| 最高車速   | 110 km/hr                                      | 110 km/hr     | 110 km/hr     | 110 km/hr      |
| 配屬機務段 | 台北機務段                                     | 台北機務段    | 台北機務段    | 台北機務段     |
| 安裝機器   | VVVF,Rc                                        | Mtr,VCB       | SIV,CP        | VVVF,Rc        |

### 山嵐
|            | EMU500 ←宜蘭、花蓮（逆行）方向玉里、台東（順行）方向→ |               |               |                |
| 車廂編號   | 1                                                     | 2             | 3             | 4              |
| 集電弓     |                                                       | ＜            |               |                |
| 形式       | 45EMC583 （Mc）                                       | 45EP583 （T） | 45ET583 （T） | 45EM583 （Mc） |
| 最高車速   | 110 km/hr                                             | 110 km/hr     | 110 km/hr     | 110 km/hr      |
| 配屬機務段 | 台東機務段                                            | 台東機務段    | 台東機務段    | 台東機務段     |
| 安裝機器   | VVVF,Rc                                               | Mtr,VCB       | SIV,CP        | VVVF,Rc        |

## 歷史
- 2019年
  - 11月26日：台鐵公布視覺設計海報，以山景、海景、夕景為設計主軸[2]。
  - 11月28日：第一批夕景商務車廂出廠[4]。
  - 12月9日：第二批夕景商務車廂出廠。
  - 12月13日：舉辦「鳴日- 臺鐵美學復興論壇」[10]。
  - 12月13日至15日：舉辦【鳴日—臺鐵美學復興】FUTURE—RENAISSANCE 特展[11]。
  - 12月23日：夕景商務車廂開始開放線上申請[12]。
- 2020年
  - 2月7日：於夕景商務專車舉辦「美學復興2.0行動論壇」，特開專車到后里[13]。
  - 6月6日：推出首款鳴日號週邊產品[14]。
  - 8月1日：推出夕景彩繪車頭，特別選用E405、E417作為專用機車頭[15]。
  - 9月5日：宣布12月1日起，停止申請商務專車出租，並且宣布預計於2021年每週開行一班環島列車[16]。
  - 10月10日：夕景車廂榮獲2020年日本好設計獎[5][6]。
  - 11月24日：宣布夕景列車由雄獅旅遊得標營運[17]。
  - 11月26日：宣布山嵐以及海風列車預計分別由EMU300型以及EMU100型改造擔任[18]，並且預計2022年開始營運。
  - 12月1日：官方網站正式上線[8]。
  - 12月31日：鳴日號首航。[來源請求]
- 2021年
  - 1月1日：E417車頭故障（台北-台東，經宜蘭、北迴、台東線），延誤70分鐘[19]。
  - 7月13日：因EMU100型以及EMU300型故障率高，因此山嵐以及海風列車改由EMU500型進行改造[20][21]。
- 2022年
  - 3月2日：「鳴日廚房」記者見面會，克服中性區間斷電問題，將於3月30日上線試營運，首波和晶華國際酒店集團合作，共同規劃「鳴日廚房菁華饗宴」，推出兩節用餐車廂，分別為26、28人席位[22]。
- 2024年
  - 以EMU500型電聯車打造的「山嵐號」及「海風號」，9月正式試運轉，預計11月底上線營運[23]。

## 圖片

### 夕景
- 鳴日號餐車觀景窗
- 鳴日號餐車吧台
- 鳴日號客廳車內裝
- 台鐵鳴日車頭（正面）
- 台鐵鳴日車頭（背面）
- 夕景車廂台灣車輛專線出廠
- 台鐵鳴日車頭及銘牌
- 座椅及窗外夕景
- 鳴日號出廠8780次回送

## 得獎
- 夕景車廂榮獲2020年日本好設計獎[5][6][24]。

## 相關事故
- 2020年12月2日：於南州車站調度時，站務員不慎掉落月台夾傷[25]。
- 2021年1月1日：行經北埔車站時，電力機車因電門燒毀而故障，後續加掛補機繼續行駛至花蓮車站。

## 外部連結
- 國營臺灣鐵路股份有限公司-首頁>業務資訊>車票類型與價格>專列申請 國營臺灣鐵路股份有限公司
- 鳴日啟動:鳴日號觀光列車環島之旅，以美學為使啟程 （页面存档备份，存于） 雄獅旅遊